# Nammu Farra
Nammu Farra zijn een groep van drie vulkanen op Venus. De Nammu Farra werden in 2003 genoemd naar Nammu, de scheppinggodin in de Mesopotamische religie.
De vulkanengroep heeft een diameter van 160 kilometer en bevindt zich in het zuidoosten van het quadrangle Rusalka Planitia (V-25), op de Zaryanitsa Dorsa. In de onmiddellijke omgeving liggen Bil Corona en de inslagkraters Winema en Yakyt.